# Iowa Chops
Gli Iowa Chops sono stati una squadra di hockey su ghiaccio dell'American Hockey League con sede nella città di Des Moines, nello stato dell'Iowa. Nati nel 2005 e sciolti nel 2009, nel corso degli anni sono stati affiliati alle franchigie dei Dallas Stars e degli Anaheim Ducks. Dal 2005 al 2008 sono stati noti con il nome di Iowa Stars.

## Storia
I Chops furono fondati da Howard Baldwin e Bob Schlegel, dopo aver rilevato la franchigia dormiente dei Louisville Panthers dismessa dal 2002. In origine la squadra assunse la denominazione di Iowa Stars, la stessa assunta nella stagione 1969-70 da una formazione della Central Hockey League. Ebbero un contratto di affiliazione per cinque stagioni con i Dallas Stars e di una stagione con gli Edmonton Oilers.
Nel febbraio 2008 i Dallas Stars annunciarono l'intenzione di creare una nuova squadra affiliata a partire dal 2009, i futuri Texas Stars, nella città di Cedar Park, nello stato del Texas. Dopo la stagione 2007-2008 i Dallas Stars lasciarono la formazione dell'Iowa e furono sostituiti dagli Anaheim Ducks come nuova franchigia di riferimento. Per l'occasione furono modificati il nome, Iowa Chops, il logo e i colori delle divise.
Dopo una sola stagione trascorsa la AHL dovette sospendere le attività della squadra per mancati pagamenti da parte dei Chops nei confronti dei Ducks. Dopo alcuni mesi di speculazioni riguardo al futuro della franchigia, la AHL annunciò il 4 maggio 2010 l'acquisizione dei Chops da parte dei Texas Stars.

### Affiliazioni
Nel corso della loro storia gli Iowa Stars e gli Iowa Chops sono stati affiliati alle seguenti franchigie della National Hockey League:
- Dallas Stars: (2005-2008)
- Edmonton Oilers: (2005-2006)
- Anaheim Ducks: (2008-2009)

## Record stagione per stagione
| Stagione   | Division | Gare | V  | S  | OTL | SOL | Punti | GF  | GS  | Piazzamento | Play-off                                                |
| ---------- | -------- | ---- | -- | -- | --- | --- | ----- | --- | --- | ----------- | ------------------------------------------------------- |
| Iowa Stars |          |      |    |    |     |     |       |     |     |             |                                                         |
| 2005-06    | West     | 80   | 41 | 31 | 1   | 7   | 90    | 238 | 228 | 4°          | perde 1º turno (Milwaukee) 3-4                          |
| 2006-07    | West     | 80   | 42 | 34 | 3   | 1   | 88    | 221 | 231 | 4°          | vince 1º turno (Omaha) 4-2 perde 2º turno (Chicago) 2-4 |
| 2007-08    | West     | 80   | 35 | 37 | 5   | 3   | 78    | 217 | 255 | 8°          |                                                         |
| Iowa Chops |          |      |    |    |     |     |       |     |     |             |                                                         |
| 2008-09    | West     | 80   | 35 | 33 | 4   | 10  | 80    | 209 | 260 | 7°          |                                                         |

## Divise storiche
| Divisa casalinga Stars | Divisa trasferta Stars | Divisa casalinga Chops | Divisa trasferta Chops |

## Record della franchigia

### Singola stagione
Gol: 35  Loui Eriksson (2005-06)
Assist: 47  Toby Petersen (2005-06)
Punti: 73  Toby Petersen (2005-06)
Minuti di penalità: 189  Brennan Evans (2008-09)
Vittorie: 25  Mike Smith (2005-06)
Media gol subiti: 2.50  Mike Smith (2005-06)
Parate %: .917  Mike Smith (2005-06)

### Carriera
Gol: 49  Toby Petersen
Assist: 83  Toby Petersen
Punti: 132  Toby Petersen
Minuti di penalità: 189  Brennan Evans
Vittorie: 25  Mike Smith
Shutout: 3  Mike Smith
Partite giocate: 132  Yared Hagos

## Palmarès

### Premi individuali
- Fred T. Hunt Memorial Award: 1

Ajay Baines: 2008-2009